# シクト・ドゥドゥム

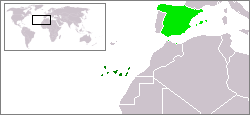
カナリア諸島の位置

シクト・ドゥドゥム（ラテン語：Sicut Dudum)は、1435年1月13日にエウゲニウス4世 (ローマ教皇)がフィレンツェで公布した教皇勅書であり、キリスト教に改宗した、あるいは改宗しようとしているものを含むカナリア諸島のグアンチェ族全ての奴隷化を禁止したものである。シクト・ドゥドゥムは、前年に発行されたカナリア諸島でのポルトガル人による襲撃を非難するCreator Omniumを強化するためのものであった。